# Dolores (Intibucá)
Pour les articles homonymes, voir Dolores.
Dolores est une municipalité du Honduras, située dans le département de Intibucá.
Fondée en 1877, la municipalité de Dolores comprend 4 villages et 45 hameaux.

## Crédit d'auteurs
- (en) Cet article est partiellement ou en totalité issu de l’article de Wikipédia en anglais intitulé « Dolores, Intibucá » (voir la liste des auteurs).